# Burnside (Kentucky)
Burnside è un comune degli Stati Uniti d'America, situato nello Stato del Kentucky, nella contea di Pulaski.